# Robert Griffin III
Robert Lee Griffin III (Okinawa, Japão, 12 de fevereiro de 1990), apelidado de RG3, é um jogador aposentado de futebol americano que atuava como quarterback na National Football League.  Ele jogou futebol americano universitário pela Universidade de Baylor e ganhou o troféu Heisman de melhor jogador em 2011. RG3 foi selecionado pelos Redskins como a segunda escolha geral do Draft da NFL de 2012. Ao termino do seu primeiro ano como profissional, ele venceu o prêmio de "Calouro do Ano" (Rookie of the Year Award).

## Primeiros anos
Griffin, filho de militares, nasceu em Okinawa, Japão, aonde seus pais, Robert Jr. e Jacqueline, ambos sargentos das Forças Armadas dos Estados Unidos, estavam em uma missão. Depois a familia se mudou para uma pequena cidade próxima à Tacoma, Washington e, mais tarde, se moveram para Nova Orleans, Luisiana. E finalmente sua família foi para Copperas Cove, Texas, em 1997, onde RG3 começou sua carreira como jogador de futebol americano na escola.[carece de fontes?]

### Colegial
Robert Griffin III jogava basquete e futebol americano nos seus tempos de high school, mas era no futebol americano que ele mais se destacava. Durante o seu primeiro ano, ele passou para 2 001 jardas e 25 touchdowns com 2 interceptações, compilando 876 jardas corridas com 8 touchdowns. Já no seu ultimo ano, ele registrou 1,285 jardas corridas com 24 touchdowns, e passou para 1,356 jardas para 16 touchdowns com 7 interceptações.[carece de fontes?]

## Carreira profissional

### Draft de 2012
Robert Griffin III já era dado como segunda escolha geral certa do Draft da NFL de 2012 mesmo meses antes do evento, uma vez que uma troca entre St. Louis Rams (dono originário da segunda escolha geral) e Washington Redskins (maior interessado no atleta) já estava praticamente sacramentada. E assim foi, com a troca feita entre os times, RG3 acabou sendo eleito na primeira rodada do Draft, sendo o segundo escolhido, atrás somente do também quarterback Andrew Luck.

### Washington Redskins (2012-2015)

#### Temporada de 2012

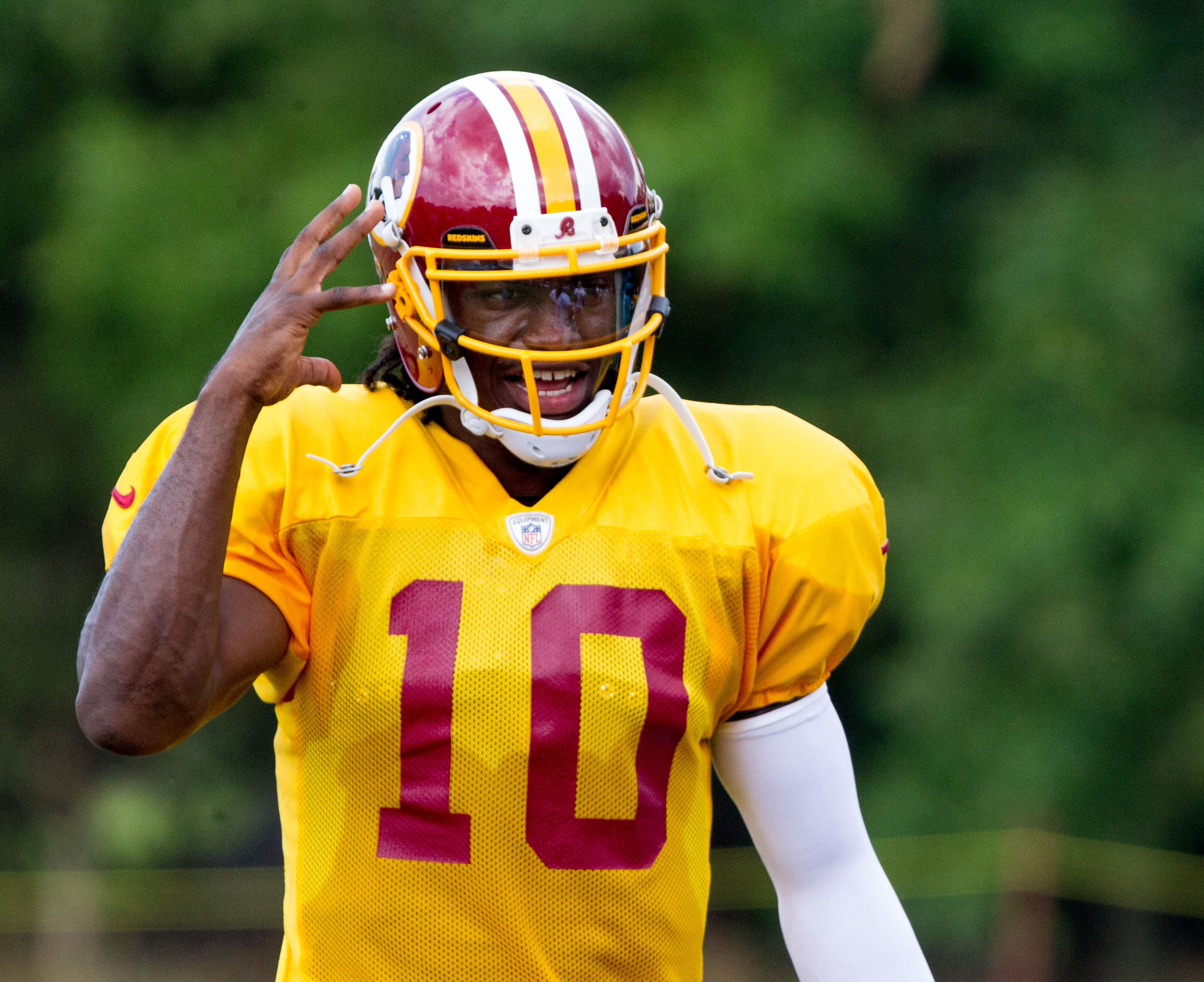
RG3 em 2012 durante treinamentos de pré-temporada.

Griffin chegou nos Redskins usando a camisa 10 com  "Griffin III" escrito. Com isso, ele se tornou o primeiro jogador da história chamada "Big Four" (as quatro lias esportivas mais populares dos  Estados Unidos: NFL, MLB, NHL e NBA) a ter um numeral romano no nome da camisa, já que a NFL mudou uma norma em 2012 que permitia aos jogadores incluir títulos de geração nas camisas. Robert já havia usado "Griffin III" na camisa na faculdade porque era necessário distinguir ele de seu colega Robert Griffin (jogador de linha ofensiva) no time de Baylor. No dia 18 de julho de 2012, os Redskins assinaram com ele oficialmente um contrato de 4 anos, no valor de US$21,1 milhões, com um bônus de $13,8 milhões.
RG3 foi considerado o grande responsável pelo crescimento de produção dos Redskins. o time terminou a temporada regular com 10 vitórias e 6 derrotas, se classificando assim para os playoffs. Na temporada anterior à contratação de Robert Griffin III, o Washington Redskins , segundo time mais popular dos Estados Unidos nessa modalidade, terminou a temporada regular com apenas 5 vitórias e 11 derrotas. Ao final da temporada regular de 2012, ele estabeleceu um recorde de maior rating para um quarterback calouro com 102,4. Ele foi eleito para o Pro Bowl ao fim do ano.

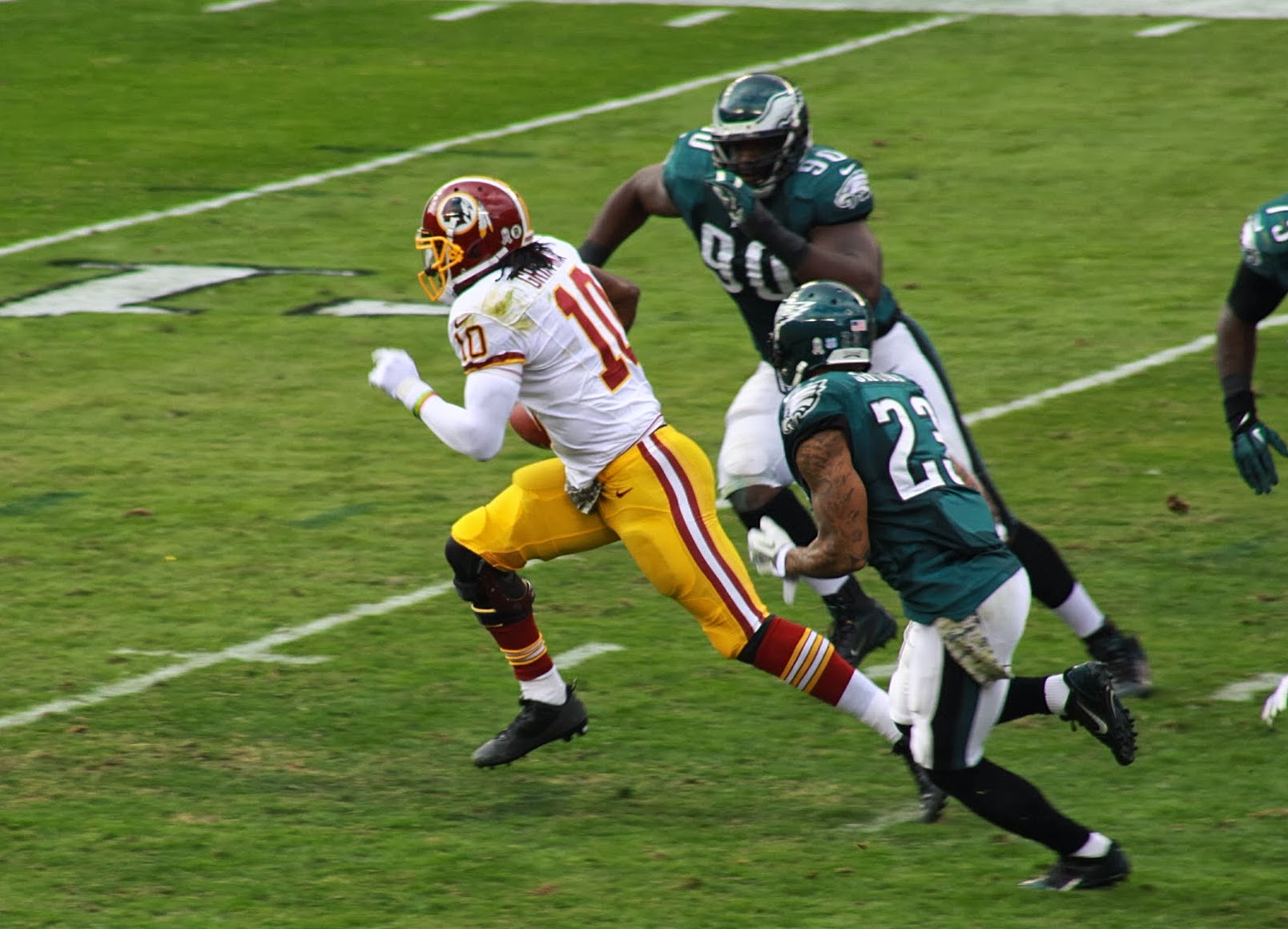
Robert Griffin III em uma partida contra os Eagles.

#### Temporada de 2013
Em 22 de agosto de 2013, Griffin foi multado em US$ 10.000 por estar usando roupas indevidas no training camp. Depois de alguma controvérsia sobre se RGIII estaria apto para a abertura da temporada (ele não jogou nenhuma partida da pré-temporada), ele estreou com uma derrota para o Philadelphia Eagles.

#### Temporada de 2014
Após um 2013 instável, Griffin reconquistou sua posição de titular no ano seguinte. Contudo, em setembro de 2014, ele se machucou novamente, desta vez em uma partida contra o Jacksonville Jaguars. Ele só retornou sete semanas depois, contra o Minnesota Vikings. Os Redskins, contudo, perderam os próximos três jogos. Robert acabou perdendo a posição de titular para Colt McCoy, mas este acabou se machucando também. Griffin reassumiu o posto de quarterback do time e conseguiu vencer uma partida, mas acabou com um saldo negativo e, novamente, com péssimos números em temporada regular.

#### Temporada de 2015
Na semana dois da pré-temporada de 2015, Griffin sofreu um fumble e, no processo de recuperar a bola, acabou sofrendo uma concussão. Ele foi então julgado como inapto para jogar as proximas partidas pelo time, dado o seu estado de saúde. Kirk Cousins assumiu a posição de quarterback titular e permaneceu nesta posição até o fim do ano.
Griffin acabou perdendo espaço no time com o passar das semanas, chegando a posição de terceiro quartarback do time, atrás de Cousins e Colt McCoy e permaneceu inativo até o fim da temporada.
Em 7 de março de 2016, no meio da intertemporada, Griffin foi dispensado dos Redskins.

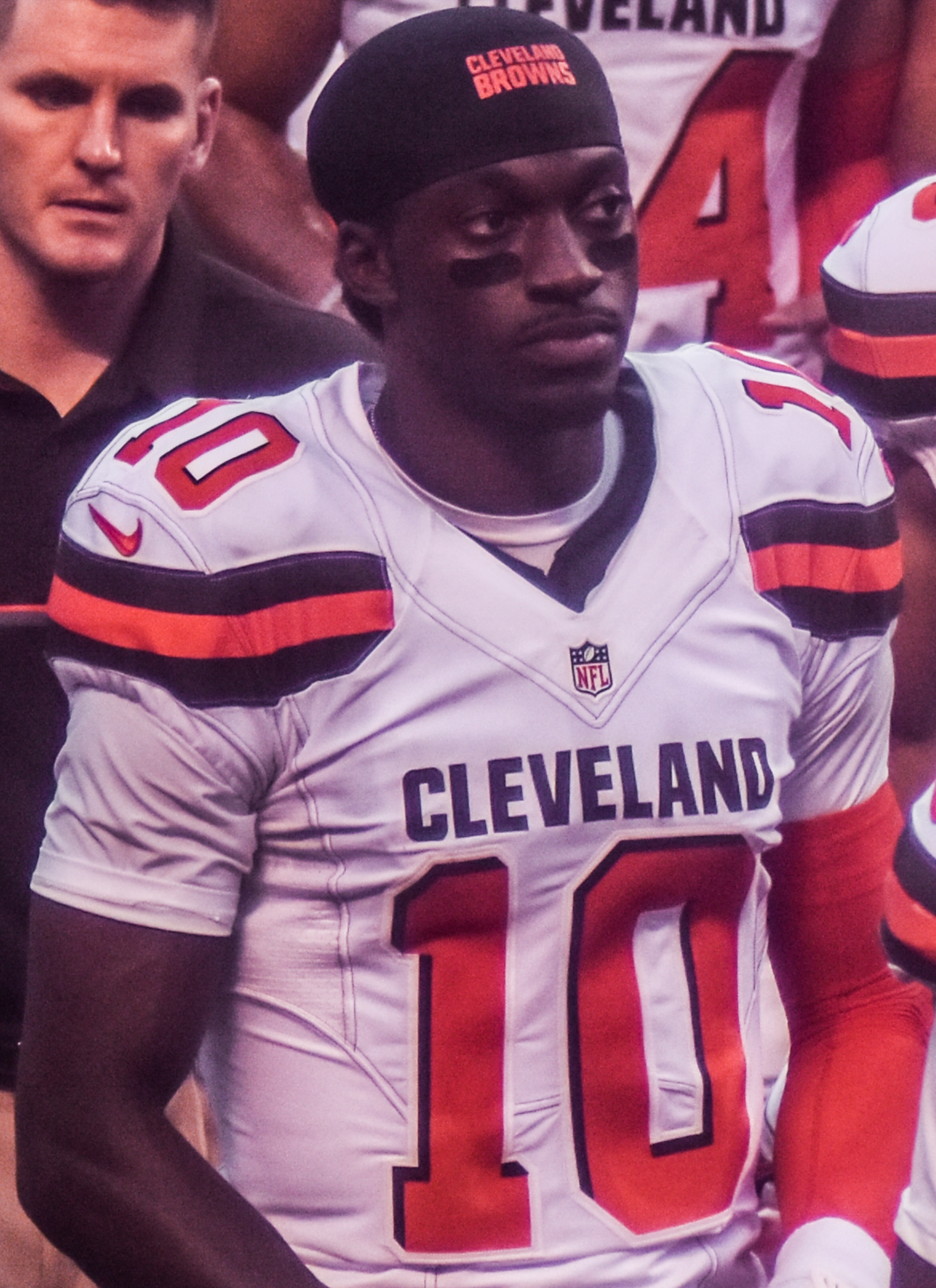
R. Griffin com a camisa dos Browns, em 2016.

### Cleveland Browns
Em 24 de março de 2016, Griffin assinou um acordo de dois anos (valendo US$ 15 milhões de dólares) com o Cleveland Browns. Em 8 de agosto, o treinador dos Browns, Hue Jackson, nomeou Griffin como o quarterback titular para a temporada de 2016. Contudo, Griffin se machucou logo na primeira partida e foi posto no injury reserve em 12 de setembro e acabou perdendo o resto da temporada.
Griffin foi dispensado no começo de 2017.

### Baltimore Ravens
Em 4 de abril de 2018, Griffin assinou com o Baltimore Ravens. Ele foi dispensado pelos Ravens em 18 de janeiro de 2021.

## Vida Pessoal
Griffin tem familia em Nova Orleans. Seu avô paterno, Robert Griffin Sr., trabalhou em uma empresa de construção em Nova Orleans. Ele sofreu de um glaucoma por varios anos e morreu em 1984, aos 43 anos de um aneurisma cerebral.
O pai de Griffin, Robert Griffin Jr., um talentoso jogador de basquete na Kennedy High School, alistou-se no exercito antes mesmo de se formar. Enquanto ele estava em Fort Carson, Colorado, ele conheceu e se casou com Jackie Griffin. Os dois foram enviados para Okinawa, Fort Lewis, e Fort Hood, quando eles se retiraram do serviço militar.
Griffin cresceu como um fã do Denver Broncos. Em Baylor, Griffin conheceu sua esposa Rebecca Liddicoat, natural de Boulder, Colorado. Os dois se casaram em 6 de julho de 2013.
Griffin é um cristão protestante, conhecido por fazer o sinal da cruz depois de uma grande jogada.

### Patrocínios
Griffin assinou uma série de contratos publicitários em empresas como Adidas, Castrol Motor Oil, EA Sports, EvoShield, Gatorade, Nissan e Subway. De acordo com o blog ESPN's Dollars, Griffin ganhou mais dinheiro do que qualquer calouro na historia da NFL antes de ter lançado a sua primeira bola aérea em uma temporada regular. Grande parte desse montante, como resultado dos patrocinios.